# Pass the Patron
Pass the Patron – singiel amerykańskiego rapera Tony’ego Yayo. Utwór pochodzi z drugiego studyjnego albumu, którego tytuł na razie nie jest znany. Gościnnie występuje 50 Cent. Do singla powstał teledysk.

## Lista utworów
1. "Pass the Patron" (feat. 50 Cent) – 3:03